# Córrego Alto
Córrego Alto é um bairro do município brasileiro de Coronel Fabriciano, no interior do estado de Minas Gerais. Localiza-se no distrito Senador Melo Viana, estando situado no Setor 5. Segundo o censo demográfico de 2022, realizado pelo Instituto Brasileiro de Geografia e Estatística (IBGE), sua população era de 1 223 habitantes e havia 409 domicílios particulares permanentes ocupados.
De acordo com o IBGE, em 2010 a população era de 1 092 habitantes e havia 359 domicílios particulares.
A área onde está situado o atual bairro fora conhecida originalmente como Córrego do Justino, em referência a José Justino, que se estabeleceu na região com sua família por volta de 1900. Mais tarde, passou a ter sua denominação atual em referência a pequenas nascentes que existiam na propriedade. É onde está situado o Santuário Nossa Senhora da Piedade, que foi inaugurado em 18 de outubro de 1998 e é um dos principais atrativos do município.

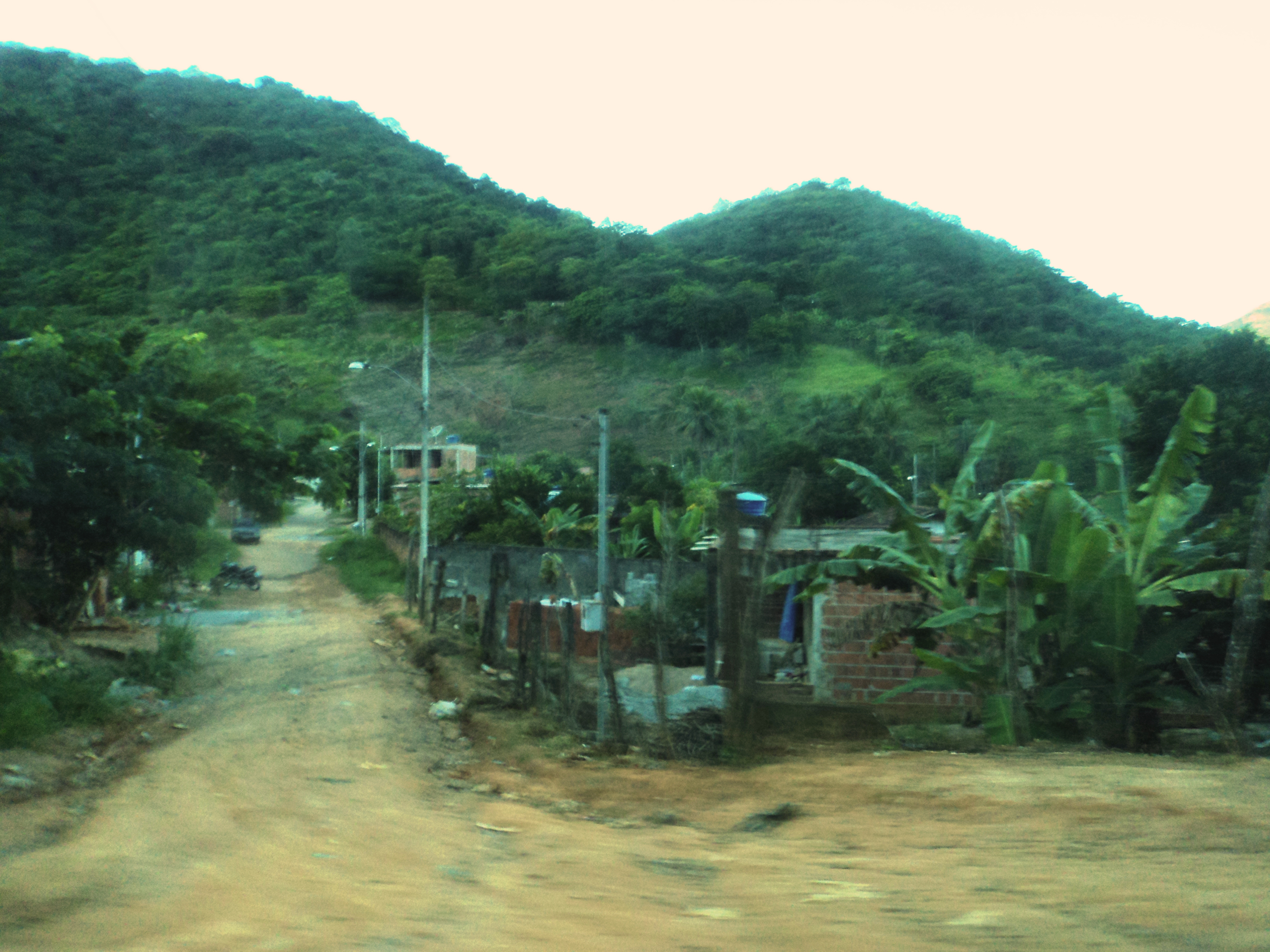
Ruas não asfaltadas no bairro (2011)
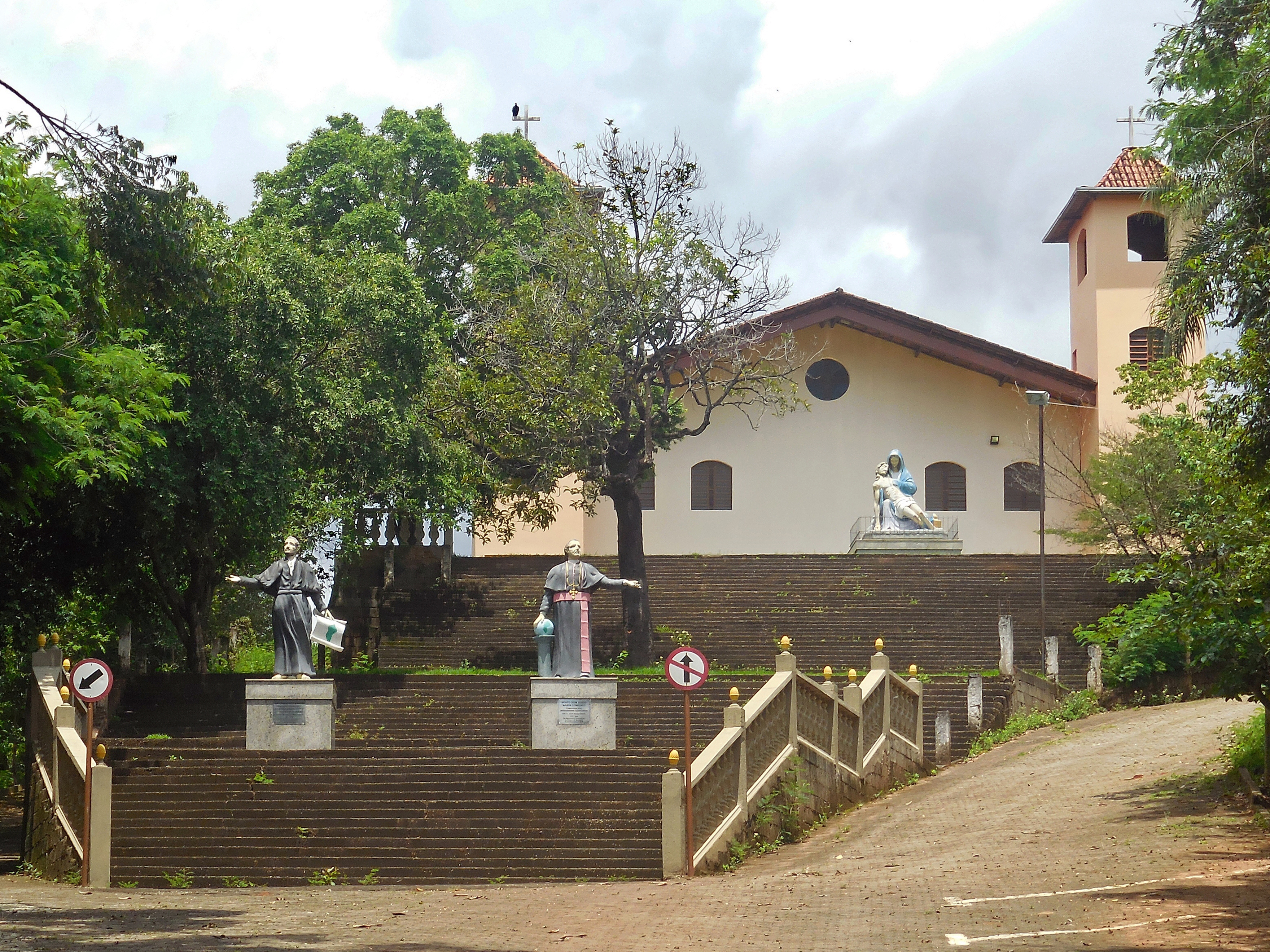
Fachada do Santuário Nossa Senhora da Piedade
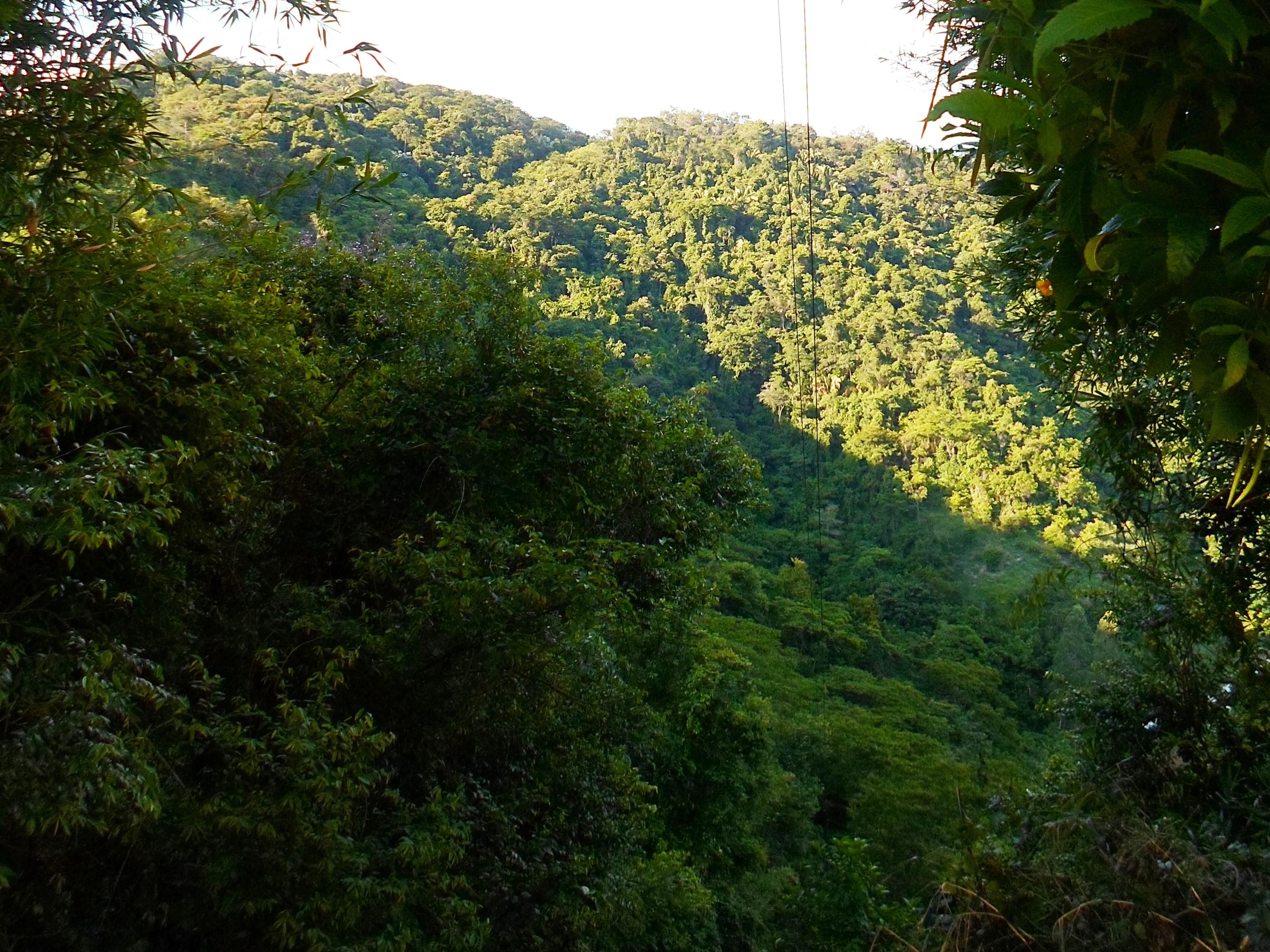
Área de mata fechada nas proximidades do Santuário